# Constantine Phaulkon
Constantine Phaulkon, född 1647, död 1688, var en grekisk äventyrare.
Han föddes på ön Kefalinia och jobbade för Brittiska Ostindiska Kompaniet. 1675 kom han till dagens Thailand och blev så småningom rådgivare åt kung Narai i Ayutthaya. Han arbetade för ett tätare samarbete mellan Frankrike och Ayutthaya och försökte diskret få Narai att intressera sig mer för kristendomen. När kung Narai blev sjuk tillfångatogs Constantine och avrättades den 5 juni 1688.
Han var gift med Maria Guyomar de Pinha.

## Fotnoter
1. 1 2  Encyclopædia Britannica, Encyclopædia Britannica Online-ID: biography/Constantine-Phaulkontopic/Britannica-Online, läst: 9 oktober 2017.[källa från Wikidata]